# Jelena Krutschinkina
Jelena Jurjewna Krutschinkina (belarussisch Алена Кручынкіна, russisch Елена Юрьевна Кручинкина; * 28. März 1995 in Smolny) ist eine russische Biathletin, die von 2018 bis 2023 für Belarus startete. In dieser Zeit wurde sie Europameisterin 2020 in der Verfolgung und nahm an drei Weltmeisterschaften teil. Seit 2023 tritt sie wieder für Russland an. Sie ist die Zwillingsschwester von Irina Krutschinkina, die ebenfalls eine Biathlonkarriere verfolgt.

## Laufbahn
Jelena Krutschinkina stammt aus der russischen Republik Mordwinien. Als Nachwuchsbiathletin gehörte sie dem russischen Junioren-Nationalteam an und nahm von 2014 bis 2016 an drei aufeinanderfolgenden Jugend- und Juniorenweltmeisterschaften teil. Ihr bestes Ergebnis war dabei ein 17. Rang im Sprintrennen der Junioren-WM 2015. Im Winter 2015/16 startete sie in Wettkämpfen des erstmals ausgetragenen IBU-Junior-Cups und kam in den bis zu 80 Sportlerinnen umfassenden Teilnehmerfeldern mehrmals unter die besten Zehn. Obwohl ihr die Trainer gute körperliche Ausgangsbedingungen bescheinigten, gelang es Krutschinkina nicht, sich für den russischen Nationalkader im Erwachsenenbereich zu qualifizieren.
Im Oktober 2018 wechselte Krutschinkina die Staatsbürgerschaft und trat mit der ausdrücklichen Zustimmung des russischen Verbands ab der Saison 2018/19 für das belarussische Biathlonteam an. Mit der gleichzeitigen Aufnahme Jelena Krutschinkinas und ihrer Zwillingsschwester Irina schloss die belarussische Mannschaft die Lücke, die sich nach den Rücktritten von Darja Domratschawa, Nadseja Skardsina und Nadseja Pissarawa aufgetan hatte. Im Weltcup debütierte Jelena Krutschinkina im Januar 2019 mit einem 23. Rang beim Sprint von Ruhpolding. Ihr bestes Saisonergebnis erzielte sie beim Saisonabschluss am Osloer Holmenkollen als Achtzehnte des Sprints. Beide Krutschinkina-Schwestern zählten (neben Iryna Kryuko sowie Dsinara Alimbekawa) zum belarussischen Aufgebot für die Weltmeisterschaften 2019 in Östersund. In der Frauenstaffel lief das Quartett auf den elften Rang, in den Einzelrennen kam Jelena Krutschinkina jeweils zwischen den Positionen 35 und 50 ein.
Krutschinkinas durchschnittliche Trefferquoten von etwa 75 Prozent in den Wintern 2019/20 und 2020/21 lagen deutlich unter den Schießleistungen der besten Athletinnen. Ihre Zeiten auf der Strecke waren hingegen drei bis vier Prozent schneller als der Schnitt des Weltcupfeldes, womit sie zu den stärksten Läuferinnen der Wettkampfserie zählte. Ihre erste internationale Medaille gewann Krutschinkina bei den Europameisterschaften 2020 in Minsk-Raubitschy: Nach einem elften Rang im Sprint traf sie in der Verfolgung mit jedem ihrer 20 Schüsse und lief auf den ersten Rang. Sie überquerte die Ziellinie mit der belarussischen Nationalflagge und 17,6 Sekunden Vorsprung auf die zweitplatzierte Russin Kristina Reszowa. In der Saison 2020/21 platzierte sich Krutschinkina in vier Einzel-Weltcuprennen unter den besten Zehn und war in der Gesamtwertung als 30. hinter Dsinara Alimbekawa und Hanna Sola die drittbeste Belarussin. Zudem wurde sie mehrmals als Schlussläuferin der Frauenstaffel eingesetzt und erreichte – jeweils gemeinsam mit Iryna Kryuko, Alimbekawa und Sola – in Oberhof und Nové Město im Januar und März 2021 ihre ersten Podestergebnisse im Weltcup. Krutschinkina war Teil des belarussischen Olympiakaders 2022, verpasste aber bei ihren Einsätzen in Sprint und Einzel Ergebnisse unter den ersten 40. In der olympischen Staffel verantwortete sie drei Strafrunden und belegte mit ihren Teamkolleginnen den 13. Rang.
Nach der Suspendierung russischer und belarussischer Athleten vom internationalen Biathlon infolge des russischen Überfalls auf die Ukraine am 24. Februar 2022 trat Krutschinkina in der Saison 2022/23 im Commonwealth Cup an, einer von den ausgeschlossenen Verbänden etablierten Konkurrenzserie. Dort verpasste sie vordere Ergebnisse und nannte als Grund gesundheitliche Probleme infolge eines Bänderrisses im Sommer 2022. Nachdem sie ihren Platz im belarussischen Nationalteam verloren hatte, wechselte Krutschinkina im Sommer 2023 wieder nach Russland in die Mannschaft der Oblast Tjumen.

## Bilanz

### Platzierungen im Biathlon-Weltcup
Die Tabelle zeigt alle Platzierungen (je nach Austragungsjahr einschließlich Olympische Spiele und Weltmeisterschaften).
- 1.–3. Platz: Anzahl der Podiumsplatzierungen
- Top 10: Anzahl der Platzierungen unter den ersten zehn (einschließlich Podium)
- Punkteränge: Anzahl der Platzierungen innerhalb der Punkteränge (einschließlich Podium und Top 10)
- Starts: Anzahl gelaufener Rennen in der jeweiligen Disziplin
- Staffel: inklusive Mixed- und Single-Mixed-Staffeln

| Platzierung               | Einzel | Sprint | Verfolgung | Massenstart | Staffel | Gesamt |
| ------------------------- | ------ | ------ | ---------- | ----------- | ------- | ------ |
| 1. Platz                  |        |        |            |             |         |        |
| 2. Platz                  |        |        |            |             | 3       | 3      |
| 3. Platz                  |        |        |            |             |         |        |
| Top 10                    |        | 2      | 2          |             | 14      | 18     |
| Punkteränge               | 4      | 16     | 10         | 3           | 24      | 57     |
| Starts                    | 8      | 27     | 17         | 3           | 24      | 79     |
| Stand: Saisonende 2021/22 |        |        |            |             |         |        |

### Olympische Winterspiele
Ergebnisse bei Olympischen Winterspielen:
|                                        | Einzelwettbewerbe | Einzelwettbewerbe | Einzelwettbewerbe | Einzelwettbewerbe | Staffelwettbewerbe | Staffelwettbewerbe |
| Sprint                                 | Verfolgung        | Einzel            | Massenstart       | Damenstaffel      | Mixedstaffel       |                    |
| -------------------------------------- | ----------------- | ----------------- | ----------------- | ----------------- | ------------------ | ------------------ |
| Olympische Winterspiele 2022 \| Peking | 70.               | –                 | 48.               | –                 | 13.                | –                  |

### Biathlon-Weltmeisterschaften
Ergebnisse bei Weltmeisterschaften:
| Weltmeisterschaft | Weltmeisterschaft | Einzelwettbewerbe | Einzelwettbewerbe | Einzelwettbewerbe | Einzelwettbewerbe | Staffelwettbewerbe | Staffelwettbewerbe | Staffelwettbewerbe   |
| Jahr              | Ort               | Sprint            | Verfolgung        | Einzel            | Massenstart       | Frauenstaffel      | Mixedstaffel       | Single-Mixed-Staffel |
| ----------------- | ----------------- | ----------------- | ----------------- | ----------------- | ----------------- | ------------------ | ------------------ | -------------------- |
| 2019              | Östersund         | 36.               | 44.               | 46.               | –                 | 11.                | 13.                | –                    |
| 2020              | Antholz           | 49.               | LAP               | 77.               | –                 | 13.                | 12.                | –                    |
| 2021              | Pokljuka          | 49.               | 49.               | 26.               | –                 | 4.                 | 14.                | –                    |